# Crveno vodeno drvo
Crveno vodeno drvo (lat. Erythrophleum suaveolens), vrsta korisnog drveta iz tropske Afrike. Jedno je od deset vrsta u rodu eritrofleum, porodica mahunarki.
Naraste između 9 i 30 metara visine. Kora se koristi u medicini (emetik i purgativ).

## Sinonimi
- Erythrophleum guineense G.Don
- Erythrophleum judiciale Proctor
- Erythrophleum ordale Bolle
- Fillaea suaveolens Guill. & Perr.
- Mavia judicia Walp.
- Mavia judicialis G.Bertol.

## Vanjske poveznice
- Erythrophleum suaveolens (Guill. & Perr.) Brenan

|  | Zajednički poslužitelj ima još gradiva o temi Erythrophleum suaveolens |
|  | Wikivrste imaju podatke o taksonu Erythrophleum suaveolens             |